# Пал Ердьош
Пал Ердьош (на унгарски: Erdős Pál, роден на 26 март1913 г., починал на 20 септември 1996 г.) е унгарски математик, известен с огромната си научна плодовитост (а също така и ексцентричност). Самостоятелно или в сътрудничество с други математици е автор на стотици публикации в областитекомбинаторика, теория на графите, теория на числата, математически анализ, теория на приближенията, теория на множествата и теория на вероятностите.

## Биография
Пал Ердьош е роден на 26 март 1913 г. в Будапеща, по онова време част от Австро-Унгария. Той е единственото оцеляло дете на Анна и Лайос Ердьош. И двамата му родители са еврейски учители по математика. Образоването си Пал Ердьош получава от родителите си. На 21 години получава награда от Будапещенския университет. По време на фашисткия режим семейството му е преследвано заради произхода си и почти изцяло унищожено. Оцеляват само Пал Ердьош и майка му, която заминава за Америка и работи в Принстън.
Пал Ердьош остава неженен и няма деца. Живота си отдава изцяло на научни изследвания в областта на математиката. Освен че допринася за нейното развитие със собствените си резултати, той стимулира и други математици, като обменя идеи при всеки удобен случай – не само по време на работни срещи, но също в лични разговори и писма. Стимулира талантливи математици, като обявява награди за решаване на трудни задачи.
Пал Ердьош умира от сърдечен удар на 20 септември 1996 г., на 83-годишна възраст. Погребан е до родителите си в Будапеща.
За живота му е създаден документален филм.

## Приноси в математиката
Пал Ердьош е един от най-плодовитите автори на публикации в математиката, изпреварен само от Леонард Ойлер (Ердьош има повече публикации, а Ойлер е автор на повече страници). През кариерата си Ердьош създава около 1500 математически публикации, повечето от които със съавтори.
Предпочитанието му е насочено към решаване на конкретни задачи, а не към разработване на общи теории.

## Число на Ердьош
Заради многобройните му публикации приятелите на Ердьош измислят понятието число на Ердьош. Това е ранг, който се дава на математик за съавторство с Ердьош или с човек, който от своя страна има съавторство с Ердьош. На самия Ердьош се приписва ранг 0. Всеки, който има обща публикация с него, получава ранг 1. Всеки, който не е съавтор с Ердьош, но е съавтор с човек от ранг 1, получава ранг 2 и т.н. Изчислено е, че около 90% от активните математици по света имат число на Ердьош, по-малко от 8.

## Вижте още
- Теорема на Ердьош-Кац